# 観音寺 (筑西市)
観音寺（かんのんじ）は、茨城県筑西市にある天台宗の寺院。

## 歴史
6世紀後期、法輪独守によって開山されたといわれている。法輪独守は中国からの渡来僧と伝えられており、当地に流行っていた疫病を退散させたという。
1189年（文治5年）の奥州合戦の際、鎌倉方に従軍した当地の領主・中村朝宗（中村宗村の説もあり）は、当寺で戦勝を祈願して成就した。そして恩賞として陸奥国伊達郡の所領が与えられた。これ以降、朝宗と宗村はそれぞれ「伊達朝宗」「伊達宗村」を名乗ることになり、伊達氏の始祖となった。
その後も伊達氏の庇護を受け、南北朝時代の第7代当主伊達行朝は各伽藍を寄進している。江戸時代の第20代当主（仙台藩第4代藩主）の伊達綱村は、仙台藩の飛地だった常陸国河内郡龍ヶ崎領（現・茨城県龍ケ崎市）より50石を寺領として寄進した。
当寺の境内は、かつての伊佐城があったところで、中村氏や伊達氏の同族の伊佐氏の居城であった。

## 文化財
- 木造観世音菩薩立像（重要文化財 大正11年4月13日指定）[3]
- 絹本著色八景の図（茨城県指定文化財 昭和37年10月24日指定）[4]
- 螺鈿硯箱（茨城県指定文化財 昭和37年10月24日指定）[5]
- 伊佐城阯（茨城県指定史跡 昭和10年11月26日指定）[6]
- 観音寺本堂（筑西市指定文化財 昭和51年6月28日指定）[7]
- 大機院殿筆画（筑西市指定文化財 昭和51年6月28日指定）[8]
- 木造阿弥陀如来坐像（筑西市指定文化財 昭和51年6月28日指定）[9]
- 伊達左近中将吉村公筆軸一対（筑西市指定文化財 昭和51年6月28日指定）[10]
- 吉村公筆和歌（筑西市指定文化財 昭和51年6月28日指定）[11]
- 伊達行朝廟（筑西市指定史跡 昭和51年6月28日指定）[12]
- 下館藩主石川総管の墓（筑西市指定史跡 昭和52年3月24日指定）[13]
- 観音寺大欅（筑西市指定天然記念物 昭和52年3月24日指定）[14]

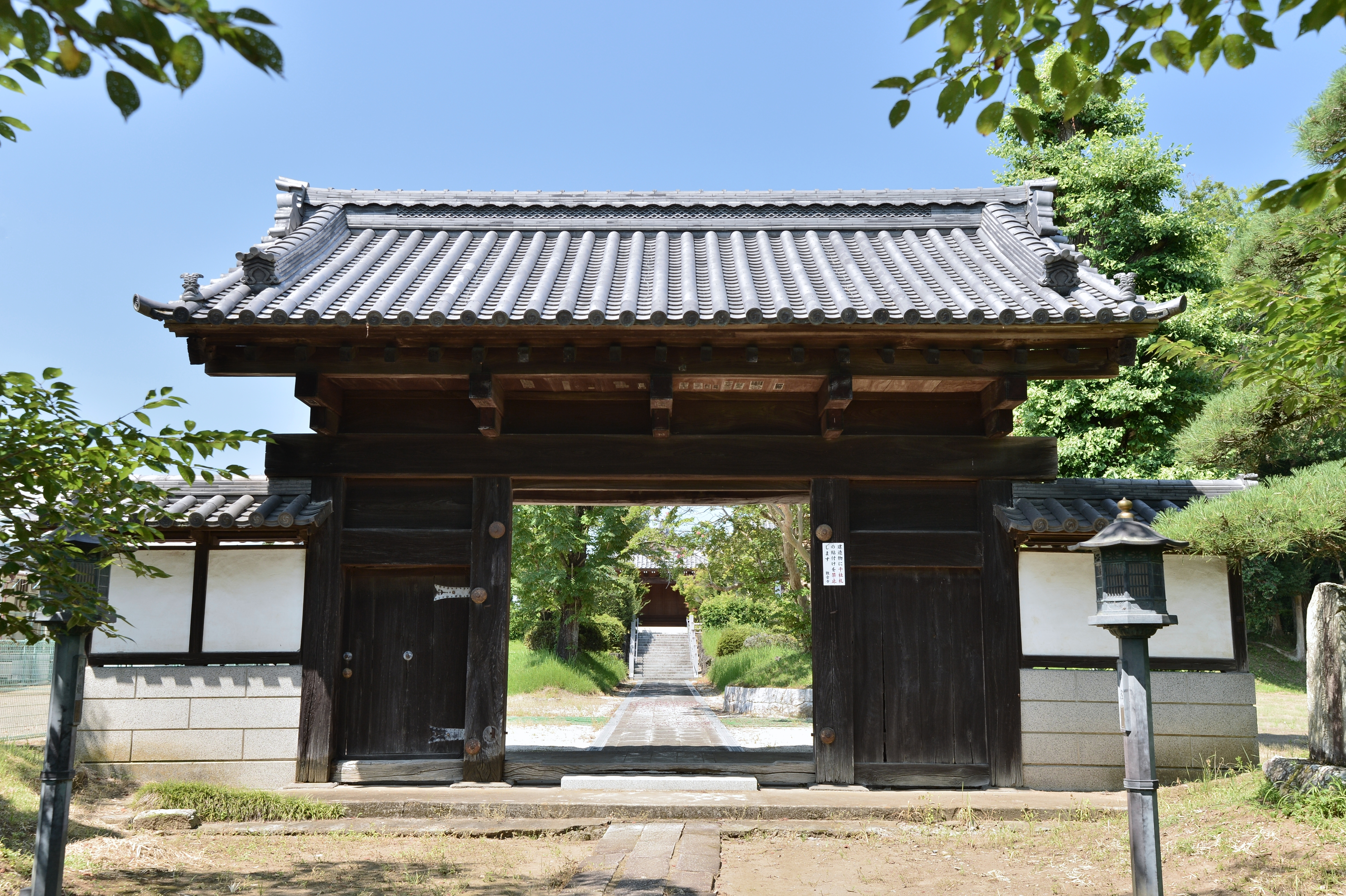
大門
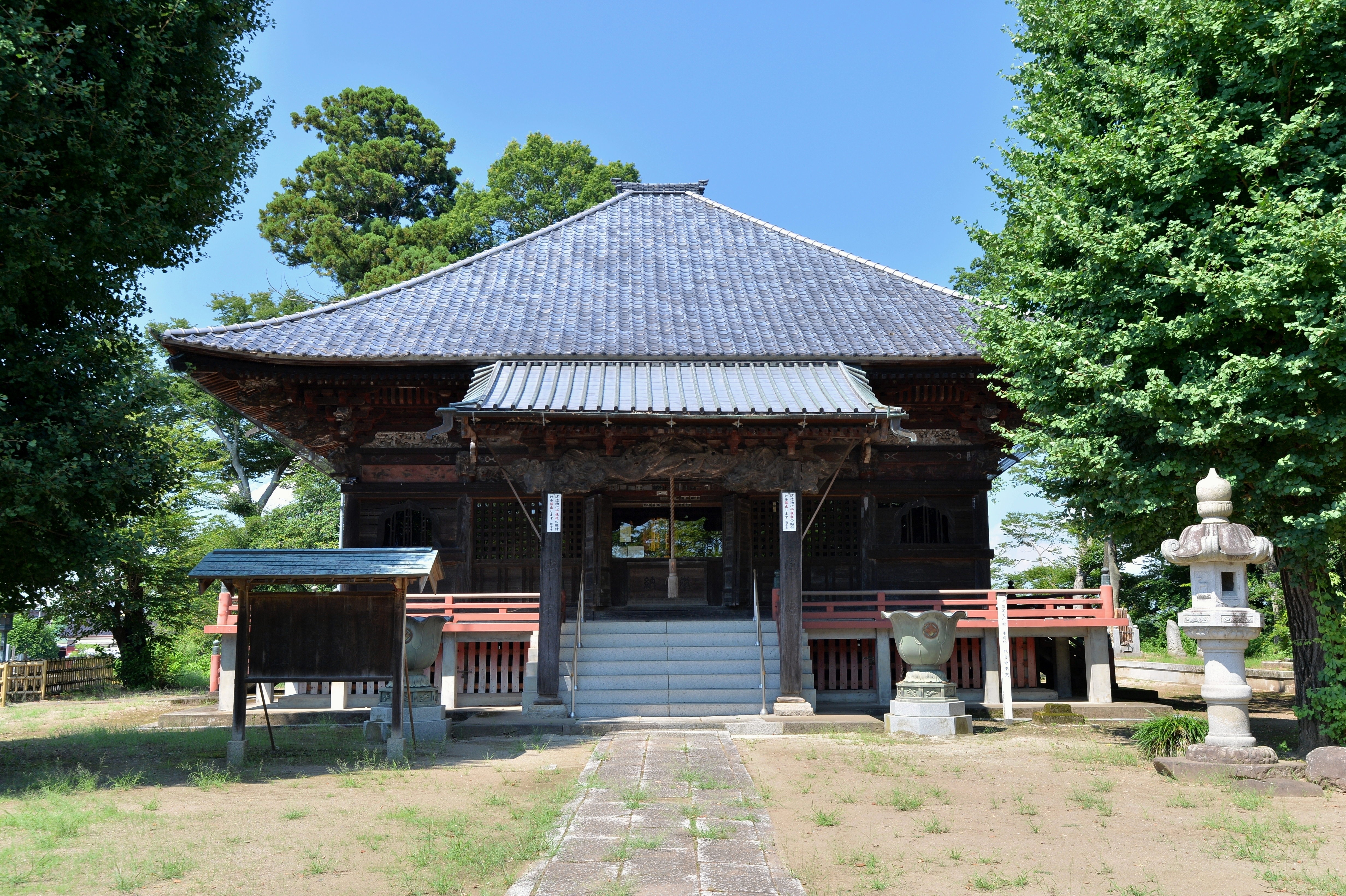
観音堂[注釈 1] （筑西市指定文化財）
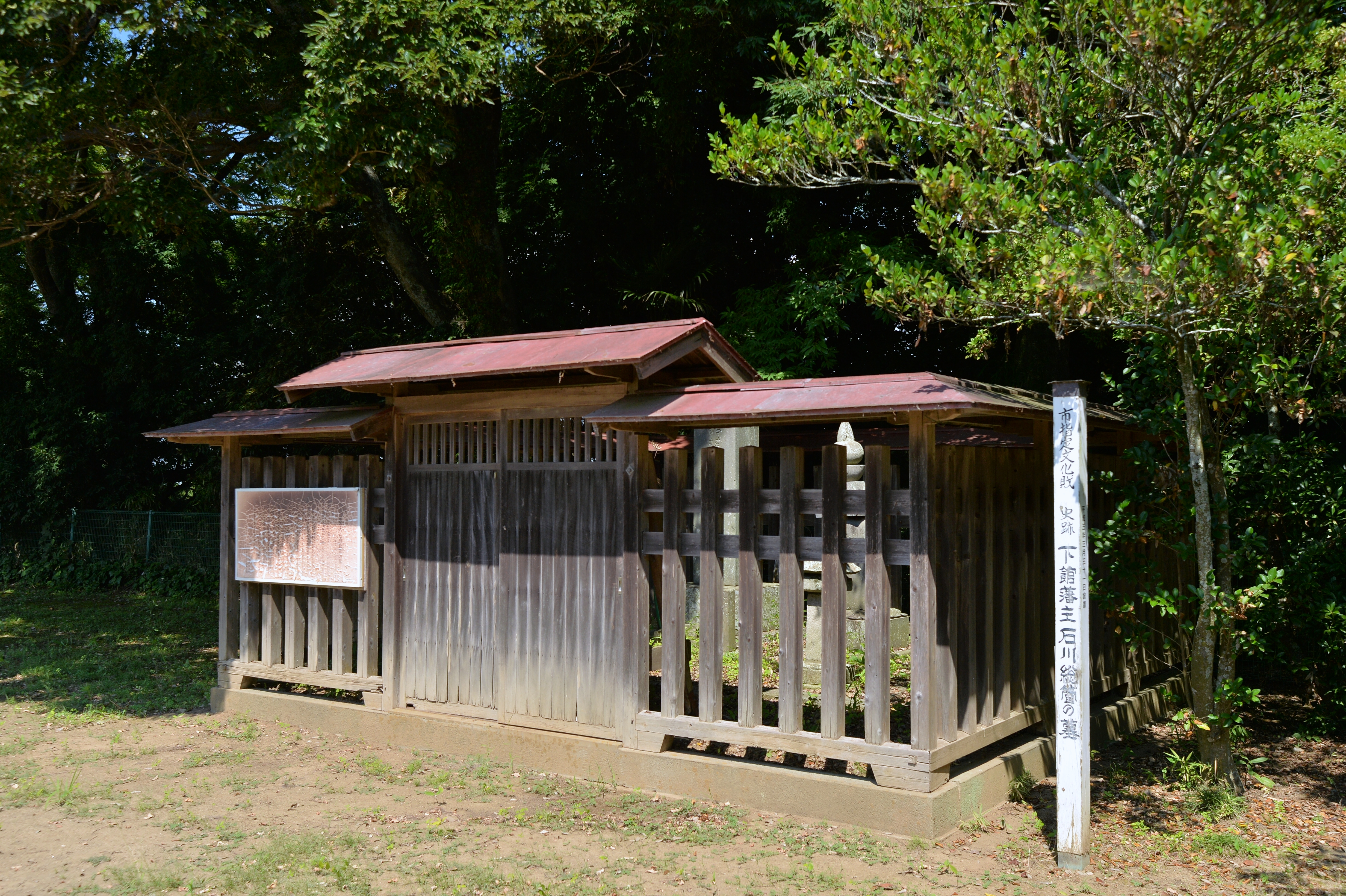
下館藩主石川総管公墓所 （筑西市指定史跡）
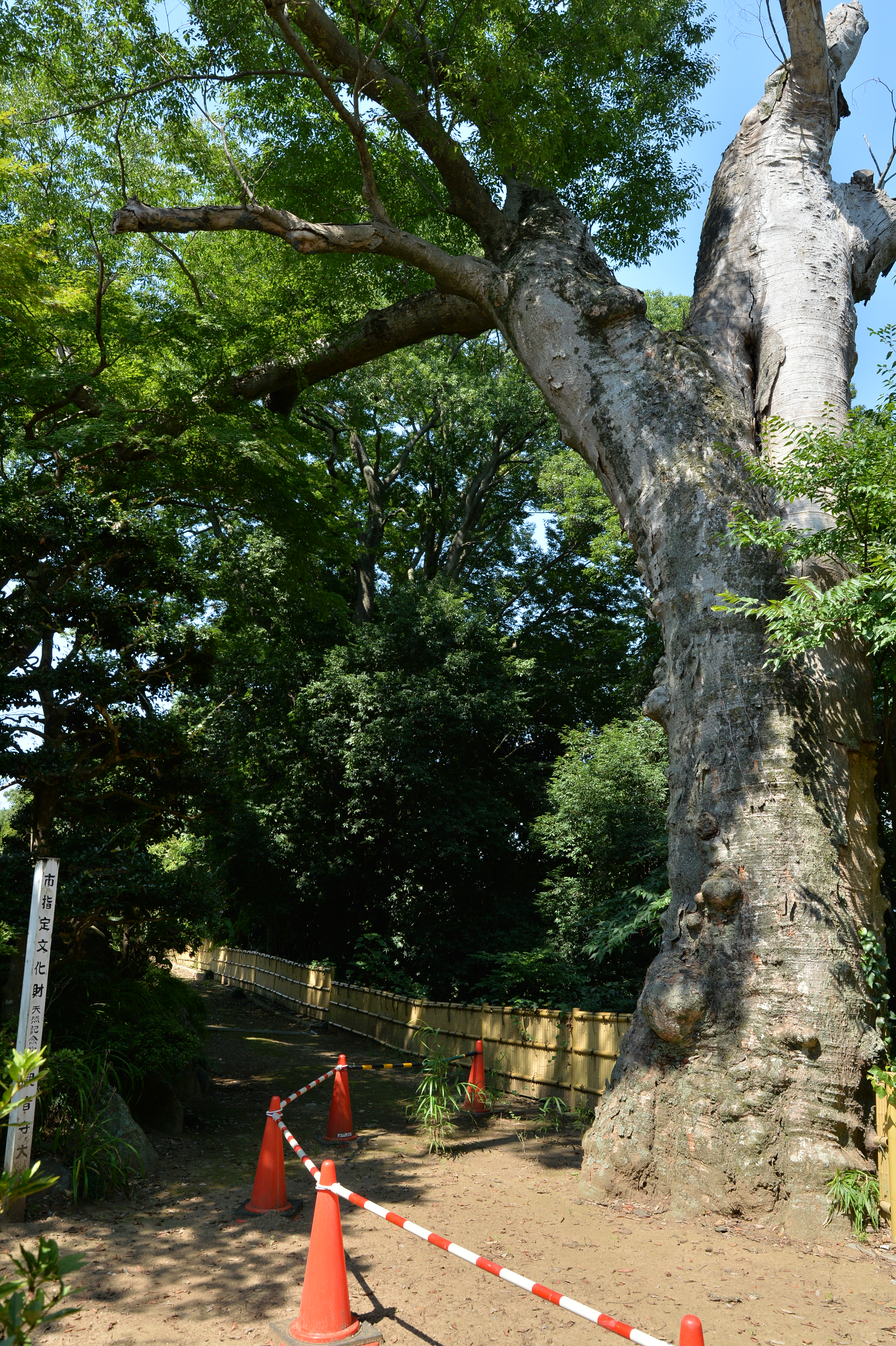
観音寺大欅 （筑西市指定天然記念物）

## 交通アクセス
- 折本駅より徒歩14分。